# Carlos Alcántara
Carlos Alcántara Cuevas (Zarandona, 1º febbraio 1985) è un calciatore spagnolo, difensore svincolato.

## Carriera
Ha giocato nella massima serie dei campionati spagnolo ed ungherese.